# Final de la Recopa d'Europa de futbol de 1989
La final de la Recopa d'Europa de 1989 va ser un partit de futbol disputat entre el FC Barcelona i la UC Sampdoria d'Itàlia. Va ser el partit final de la Recopa d'Europa de 1988–89 i la 29a final de la Recopa d'Europa. La final es va celebrar a l'estadi Wankdorf de Berna, Suïssa, el 10 de maig de 1989. El Barça va guanyar el partit per 2-0 gràcies als gols de Julio Salinas i Luis López Rekarte. Aquest va ser el primer trofeu de Johan Cruyff a la banqueta blaugrana i l'inici de l'èxit del “Dream Team”.

## Ruta cap a la final
| FC Barcelona       | FC Barcelona | FC Barcelona | FC Barcelona  | Ronda           | Sampdoria        | Sampdoria | Sampdoria | Sampdoria |
| ------------------ | ------------ | ------------ | ------------- | --------------- | ---------------- | --------- | --------- | --------- |
| Opponent           | Agr.         | Anada        | Tornada       | Eliminatòries   | Opponent         | Agr.      | Anada     | Tornada   |
| Fram               | 7–0          | 2–0 (A)      | 5–0 (H)       | Primera ronda   | IFK Norrköping   | 3–2       | 1–2 (A)   | 2–0 (H)   |
| Lech Poznań        | 2–2 (5–4 p)  | 1–1 (H)      | 1–1 (aet) (A) | Segona ronda    | Carl Zeiss Jena  | 4–2       | 1–1 (A)   | 3–1 (H)   |
| AGF Aarhus         | 1–0          | 1–0 (A)      | 0–0 (H)       | Quarts de final | Dinamo București | 1–1 (a)   | 1–1 (A)   | 0–0 (H)   |
| CFKA Sredets Sofia | 6–3          | 4–2 (H)      | 2–1 (A)       | Semifinals      | Mechelen         | 4–2       | 1–2 (A)   | 3–0 (H)   |

## Partit

### Detalls
| FC Barcelona                   | 2–0     | UC Sampdoria |
| ------------------------------ | ------- | ------------ |
| Salinas 4' · López Rekarte 79' | Informe |              |

| Barcelona | Sampdoria |

| GK           | 1  | Andoni Zubizarreta      |     |     |
| CB           | 2  | Urbano                  | 28' |     |
| SW           | 3  | José Ramón Alexanko (c) |     |     |
| CB           | 4  | Aloísio                 | 2'  |     |
| DM           | 7  | Luis Milla              |     | 60' |
| RCM          | 5  | Guillermo Amor          |     |     |
| CM           | 8  | Robert                  |     |     |
| LCM          | 6  | Eusebio                 |     |     |
| RW           | 10 | Gary Lineker            |     |     |
| CF           | 9  | Julio Salinas           |     |     |
| LW           | 11 | Txiki Begiristain       |     | 74' |
| Suplents:    |    |                         |     |     |
| GK           | 12 | Juan Carlos Unzué       |     |     |
| DF           | 14 | Luis López Rekarte      |     | 74' |
| DF           | 15 | Sergi                   |     |     |
| MF           | 13 | Miquel Soler            |     | 60' |
| FW           | 16 | Lobo Carrasco           |     |     |
| Entrenador:  |    |                         |     |     |
| Johan Cruyff |    |                         |     |     |

| GK             | 1  | Gianluca Pagliuca   |  |     |
| RB             | 2  | Moreno Mannini      |  | 27' |
| SW             | 6  | Luca Pellegrini (c) |  | 50' |
| CB             | 3  | Marco Lanna         |  |     |
| LB             | 4  | Fausto Pari         |  |     |
| DM             | 8  | Toninho Cerezo      |  |     |
| RCM            | 11 | Giuseppe Dossena    |  |     |
| CM             | 7  | Fausto Salsano      |  |     |
| LCM            | 5  | Víctor Muñoz        |  |     |
| CF             | 9  | Gianluca Vialli     |  |     |
| SS             | 10 | Roberto Mancini     |  |     |
| Suplents:      |    |                     |  |     |
| GK             | 12 | Sergio Marcon       |  |     |
| RB             | 13 | Stefano Pellegrini  |  | 27' |
| CM             | 14 | Fulvio Bonomi       |  | 50' |
| FW             | 15 | Loris Pradella      |  |     |
| Entrenador:    |    |                     |  |     |
| Vujadin Boškov |    |                     |  |     |

| Àrbitres assistents: Joe Worrall (Anglaterra) Tony Ward (Anglaterra) Quart àrbitre: Georges Sandoz (Suïssa) | Regles del partit - 90 minuts. - 30 minuts de temps extra si cal. - Tanda de penals si el marcador continua empatat. - Cinc suplents designats. - Màxim de dues substitucions. |